# Anastazja Barnimówna
Anastazja Barnimówna (ur. w okr. 1239–1245, zm. 15 marca 1317 w Rybnicy) – żona Henryka I Pielgrzyma, księcia meklemburskiego na Wyszomierzu, córka Barnima I Dobrego, księcia szczecińskiego i pomorskiego oraz Marianny.

## Życiorys
Anastazja występuje w meklemburskich dokumentach źródłowych od 29 sierpnia 1273. Najpóźniej w 1260 wyszła za mąż za Henryka I Pielgrzyma. W latach 1272–1287 sprawowała regencję w imieniu małoletnich synów, na skutek pielgrzymki do Ziemi Świętej jej męża oraz okresu niewoli saraceńskiej, w jakiej pozostawał w Kairze i Babilonie.
Oprawa wdowia Anastazji opiewała ziemie położone na wyspie Poel. Zmarłą 15 marca 1317 pochowano bez sarkofagu, w kościele franciszkańskim w Wyszomierzu.

## Rodzina
Ze związku małżeńskiego z Henrykiem I Pielgrzymem pochodziło troje znanych dzieci: 
- Ludgarda (ur. 1261, zm. 12 grudnia 1283) – żona Przemysła II, księcia poznańskiego, wielkopolskiego, krakowskiego, pomorskiego i króla Polski,
- Henryk II Lew (ur. po 14 kwietnia 1266, zm. 21 lub 22 stycznia 1329) – książę meklemburski,
- Jan III (ur. po 1266, zm. 27 maja 1289)[1].

### Genealogia
| Bogusław II ur. w okr. 1178–1184 zm. 23 lub 24 I 1220 lub 1221 | Bogusław II ur. w okr. 1178–1184 zm. 23 lub 24 I 1220 lub 1221 |                                                        |                                                        | Mirosława ur. w okr. 1190–1195 zm. p. przed 2 II 1237 | Mirosława ur. w okr. 1190–1195 zm. p. przed 2 II 1237 |  |  | Eryk X Knutsson ur. ok. 1180 zm. 10 IV 1216 | Eryk X Knutsson ur. ok. 1180 zm. 10 IV 1216 |                                  |                                  | Rycheza duńska ur. ? zm. ? | Rycheza duńska ur. ? zm. ? |
|                                                                |                                                                |                                                        |                                                        |                                                       |                                                       |  |  |                                             |                                             |                                  |                                  |                            |                            |
|                                                                |                                                                |                                                        |                                                        |                                                       |                                                       |  |  |                                             |                                             |                                  |                                  |                            |                            |
|                                                                |                                                                | Barnim I Dobry ur. zap. ok. 1210 zm. 13 lub 14 XI 1278 | Barnim I Dobry ur. zap. ok. 1210 zm. 13 lub 14 XI 1278 |                                                       |                                                       |  |  |                                             |                                             | Marianna ur. 1215 zm. 27 VI 1252 | Marianna ur. 1215 zm. 27 VI 1252 |                            |                            |
|                                                                |                                                                |                                                        |                                                        |                                                       |                                                       |  |  |                                             |                                             |                                  |                                  |                            |                            |
|                                                                |                                                                |                                                        |                                                        |                                                       |                                                       |  |  |                                             |                                             |                                  |                                  |                            |                            |
|                                                                |                                                                |                                                        |                                                        |                                                       |                                                       |  |  |                                             |                                             |                                  |                                  |                            |                            |

|                                   |                                   | Henryk I Pielgrzym ur. po 1230 zm. 2 I 1302 OO najp. 1260 | Henryk I Pielgrzym ur. po 1230 zm. 2 I 1302 OO najp. 1260 | Anastazja Barnimówna (ur. w okr. 1239–1245, zm. 15 III 1317) | Anastazja Barnimówna (ur. w okr. 1239–1245, zm. 15 III 1317) |  |  |  |  |
|                                   |                                   |                                                           |                                                           |                                                              |                                                              |  |  |  |  |
|                                   |                                   |                                                           |                                                           |                                                              |                                                              |  |  |  |  |
|                                   |                                   |                                                           |                                                           |                                                              |                                                              |  |  |  |  |
| Jan III ur. po 1266 zm. 27 V 1289 | Jan III ur. po 1266 zm. 27 V 1289 | Henryk II Lew ur. po 14 IV 1266 zm. 21 lub 22 I 1329      | Henryk II Lew ur. po 14 IV 1266 zm. 21 lub 22 I 1329      | Ludgarda ur. 1261 zm. 12 XII 1283                            | Ludgarda ur. 1261 zm. 12 XII 1283                            |  |  |  |  |